# David Mengual
David Mengual (* 1970 in Barcelona) ist ein spanischer Jazzmusiker (Kontrabass, Komposition).

## Wirken
Mengual studierte an der Aula de Música und dem Taller de Músics in Barcelona; zusätzlich besuchte er Jazzseminare bei Kenny Barron, Ray Drummond und Mick Turner.
Mengual arbeitete mit renommierten Musikern wie Michelle McCoin, Spanky Wilson, George Cables, Tim Garland, Mike Nielson, Chris Kase, Paul Edmonds, Perico Sambeat, Albert Bover, Eric Alexandre, Geni Barry, Ben Waltzer, Salvador Niebla und José Luis Gámez und trat auf den Festivals in San Sebastian, Getxo, Barcelona, Frankfurt, Ibiza, Zaragoza und dem Festival Jaco Pastorius auf. Er leitete eigene Gruppen, mit denen zunächst Monkiana (1997), sein Tributalbum an Thelonious Monk, entstand, später sein Septett Maitia (2009) und sein David Mengual Slow Quartet. Zudem arbeitete er im Duo mit Albert Sanz (Des D'Aquí, 1999) sowie mit Jon Robles (Descuentos) und im Trio mit Dani Peréz und Jon Robles, aber auch im Nonett (Diptychon Mosaic). Weiterhin gehörte er zum Llibert Fortuny Electric Quintet und gründete seine Free Spirits Big Band, mit der auch aufnahm. Er ist auch auf Alben mit dem Agustí Fernández Quartet, Dani Pérez Trio, Four Kats Jazz Quartet, Gonzalo Del Val Trío, Joan Díaz Trio, Joan Chamorro, Andrea Motis, Rita Payés oder Ignasi Terraza zu hören.
Außerdem unterrichtet Mengual seit 2003 am Conservatorio Superior de Música del Liceo in Barcelona, aber auch am Taller de Músics und der Escola Superior de Música de Catalunya.

## Preise und Auszeichnungen
Mengual wurde mit verschiedenen Preisen ausgezeichnet: Beim Getxo International Festival (David Mengual Quartet, beste Gruppe und Durchbruchmusiker 1994), 1997 bestes spanisches Album für Monkiana: Tribute to Thelonius Monk (Premis Cuadernos de Jazz), 1999 bestes spanisches Album für Des d’aquí (Jazz Cuadernos Awards) sowie bestes Album 1998 für Xavi Maureta & Condició Humana (Auszeichnung der Assoziation der katalonischen Jazzmusiker). Die katalonische Musikervereinigung benannte ihn in den Jahren 2002, 2004, 2005 und 2006 als besten Kontrabassisten des Jahres und 2005 sowie 2011 als besten Komponisten.